# Magdalenenstraße 3 (Darmstadt)
Das Haus Magdalenenstraße 3 (ehemals: Ballonplatz 10) ist ein Bauwerk in Darmstadt.

## Geschichte und Beschreibung
Das Haus Magdalenenstraße 3 wurde im 16. Jahrhundert erbaut.
Stilistisch gehört das Gebäude zur Renaissance.
Das Haus entstammt der ersten Bauphase am Ballonplatz und wurde im Zweiten Weltkrieg zerstört.
Nach dem Krieg wurde das Gebäude wiederaufgebaut.
Erhalten geblieben ist der Keller mit einem teilweise erhaltenen Kreuzgewölbe aus handgestrichenen Ziegeln aus dem 16. Jahrhundert.
Erhalten geblieben ist auch die Mauer mit dem Segmentbogen-Tor.
Das verputzte Wohnhaus besitzt drei Fensterachsen und einen Renaissancegiebel.

## Denkmalschutz
Das Haus Magdalenenstraße 3 ist ein typisches Beispiel für den Renaissancebaustil in Darmstadt.
Aus architektonischen und stadtgeschichtlichen Gründen gilt das Gebäude als Kulturdenkmal.